# Reuss-Lobenstein

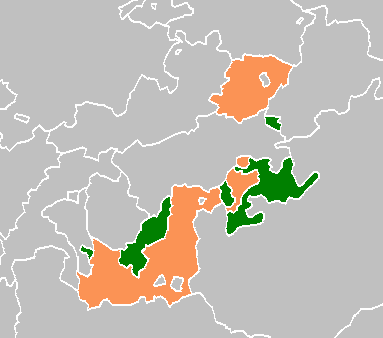
De vorstendommen van de jongere linie in 1820 (oranje) - de interne grenzen tussen Reuss-Lobenstein, Reuss-Schleiz en Reuss-Ebersdorf zijn niet aangegeven; groen de oudere linie

Reuss-Lobenstein was de naam van een staatje in Thüringen, dat bestond van 1647 tot 1825, eerst als heerlijkheid, vanaf 1673 als graafschap en vanaf 1790 als vorstendom. Het land stond onder bestuur van Reuss jongere linie, een tak van het Huis Reuss.

## Geschiedenis
De tak ontstond in 1647 toen na de dood Hendrik Posthumus Reuss-Gera onder zijn nakomelingen werd verdeeld. Zijn oudste zoon Hendrik II (1602-1670) bleef in Gera. Zijn derde zoon Hendrik IX (1616-1666) verkreeg Reuss-Schleiz. Zijn jongste zoon Hendrik X (1625-1671) werd heer van Reuss-Lobenstein en zijn kleinzoon Hendrik I (1639-1692) werd heer van Reuss-Saalburg.
Na de dood van Hendrik X in 1671 werd Lobenstein door zijn drie zoon gezamenlijk geregeerd. Dat waren Hendrik III, Hendrik VIII en Hendrik X. In 1673 werden zij alle drie in de rijksgravenstand verheven. In 1678 werd Lobenstein onder de drie broers verdeeld. Hendrik VIII verkreeg Reuss-Hirschberg en Hendrik X werd graaf van Reuss-Ebersdorf. De oudste zoon, Hendrik III, bleef in Lobenstein.
In 1712 werd een deel van deze splitsing weer ongedaan gemaakt, nadat Hendrik VIII in 1711 kinderloos was overleden. Het graafschap Hirschberg werd over Lobenstein en Ebersdorf verdeeld.
Hendriks achterkleinzoon Hendrik XXXV werd in 1790 in de rijksvorstenstand verheven. Aangezien hij geen zoons naliet, viel het land na zijn dood in 1805 toe aan Hendrik LIV (1767-1824) uit de tot op dat moment niet regerende tak Reuss-Selbitz.
Na het uitsterven van de tak Reuss-Gera in 1802 werden Gera en Saalburg gemeenschappelijk bestuurd door Reuss-Lobenstein (25% van de inkomsten), Reuss-Schleiz (50%) en Reuss-Ebersdorf (25%).
Onder Hendrik LIV trad Reuss-Lobenstein in 1807 toe tot de Rijnbond en in 1815 tot de Duitse Bond. Met zijn dood in 1825 stierf de tak Selbitz uit. Lobenstein viel nu toe aan Reuss-Ebersdorf, dat van toen af aan Reuss-Lobenstein-Ebersdorf heette.

## Heersers

### Heren
- 1647-1671: Hendrik X (1621-1671; zoon van Hendrik Posthumus)
- 1671-1673: gezamenlijke regering door:
  - Hendrik III (1648-1710, zoon van Hendrik X)
  - Hendrik VIII (1652-1711; zoon van Hendrik X)
  - Hendrik X (1662-1711; zoon van Hendrik X)

### Graven
- 1673-1710: Hendrik III (1648-1710), sinds 1671 heer van Reuss-Lobenstein, regeert tot 1678 gezamenlijk met:
  - 1673-1678: Hendrik VIII (1652-1711; sinds 1671 heer van Reuss-Lobenstein, vanaf 1678 graaf van Reuss-Hirschberg
  - 1673-1678: Hendrik X (1662-1711), sinds 1671 heer van Reuss-Lobenstein, vanaf 1678 graaf van Reuss-Ebersdorf
- 1710-1739: Hendrik XV (1674-1739, zoon van Hendrik III)
- 1739-1782: Hendrik II (1702-1782, zoon van Hendrik XV)
- 1782-1790: Hendrik XXXV ((1738-1805, zoon van Hendrik II)

### Vorsten
- 1790-1805: Hendrik XXXV (1738-1805), sinds 1782 graaf van Reuss-Lobenstein
- 1805-1824: Hendrik LIV uit de tak Reuss-Selbitz (1764-1824; achter-achterneef van Hendrik XXV; op 5 juli 1806 verheven tot Rijksvorst)

Zie Huis Reuss voor een uitleg over de nummering van de vorsten.